# Takaya Inui
Takaya Inui (japanisch 乾 貴哉 Inui Takaya; * 12. Mai 1996 in der Präfektur Gunma) ist ein japanischer Fußballspieler.

## Karriere
Inui erlernte das Fußballspielen in der Schulmannschaft der Kiryu Daiichi High School. Seinen ersten Vertrag unterschrieb er 2015 bei JEF United Chiba. Der Verein spielte in der zweithöchsten Liga des Landes, der J2 League. Für den Verein absolvierte er 58 Ligaspiele. 2020 wurde er nach Mito an den Ligakonkurrenten Mito HollyHock ausgeliehen. Hier absolvierte er 15 Zweitligaspiele. Nach Vertragsende bei JEF unterschrieb er am 1. Februar 2021 einen Vertrag beim Ligakonkurrenten Giravanz Kitakyūshū. Am Ende der Saison 2021 stieg er mit dem Verein aus Kitakyūshū als Tabellenvorletzter in die dritte Liga ab.